# Glad varenschoteltje
Het glad varenschoteltje (Allophylaria campanuliformis) is een schimmel behorend tot de familie Pezizellaceae. Het leeft saprotroof op dode bladstelen van varens, het meestal Mannetjesvaren (Dryopteris filix-mas). Hij is ook bekend van Adelaarsvaren (Pteridium). Hij komt voor in loofbossen, gemengde bossen en parken.

## Verspreiding
In Nederland komt het zeldzaam voor.